# Albert Johnson (cầu thủ bóng đá, sinh năm 1920)
Albert Johnson (15 tháng 7 năm 1920 - 22 tháng 6 năm 2011) là một cầu thủ bóng đá thi đấu ở vị trí tiền đạo cho Everton, Chesterfield và Witton Albion. Ông sinh ra ở Weaverham, Cheshire.